# Де Арк (Арканзас)
Де Арк (енгл. Des Arc) град је у америчкој савезној држави Арканзас.

## Демографија
По попису из 2010. године број становника је 1.717, што је 216 (-11,2%) становника мање него 2000. године.
| Група             | 2000.         | 2010.         |
| Белци             | 1.601 (82,8%) | 1.476 (86,0%) |
| Афроамериканци    | 286 (14,8%)   | 189 (11,0%)   |
| Азијати           | 6 (0,3%)      | 0 (0,0%)      |
| Хиспаноамериканци | 25 (1,3%)     | 24 (1,4%)     |
| Укупно            | 1.933         | 1.717         |